# Формула цветка

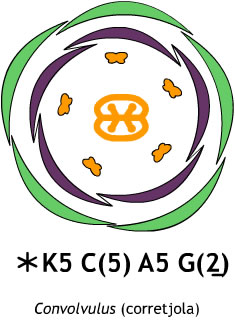
Диаграмма и формула цветка рода Вьюнок (Convolvulus)

Иллюстрация диаграммы цветка. 1 — ось соцветия, 2 — прицветник, 3 — чашелистик, 4 — лепесток, 5 — тычинка, 6 — гинецей, 7 — кроющий лист.

Формула цветка — условное обозначение строения цветка с помощью букв латинского алфавита, символов и цифр.
Начиная с XIX века, в учебной работе и научных исследованиях по ботанике для большей наглядности стали использовать формулы и диаграммы цветка.

## Пол цветка
В начале формулы может быть указан знак пола цветка:
- — цветок мужской (содержит только тычинки);
- — цветок женский (содержит только плодолистики);
- — цветок обоеполый.

## Симметрия цветка
Далее указывается знак симметрии цветка:
- {\displaystyle \ast } — у цветка есть несколько плоскостей симметрии (правильный, или актиноморфный цветок);
- {\displaystyle \uparrow } — у цветка есть только одна плоскость симметрии (неправильный, или зигоморфный цветок);
- — цветок состоит из двух частей, каждая из которых имеет вертикальную ось симметрии (дисимметричный);
- — цветок спиральный;
- — цветок циклический асимметричный.

Переходы между разными типами симметрии цветка: {\displaystyle \ast }/ — от радиально-симметричного до спирального.

## Части цветка
После знаков следуют буквенные выражения, характеризующие околоцветник, тычинки, пестик:
- Ca или K (по-русски Ч) — чашечка (calyx);
- Co или C (по-русски Л) — венчик (corolla);
- P (по-русски О) — простой околоцветник (perigonium);
- A (по-русски Т) — тычинки (андроцей) (androecium);
- G или g (по-русски П) — пестик, плодолистики (гинецей) (gynoecium).

## Число частей и другие обозначения
Рядом с буквенными выражениями частей цветка цифрами указывается количество элементов (пятилепестный венчик — {\displaystyle Co_{5}}, шестичленный андроцей — {\displaystyle A_{6}\;}), а в том случае, если их число в цветках одного и того же вида непостоянно или достаточно велико (обычно больше 12) — символом {\displaystyle \infty }.
Если элементы цветка сросшиеся, то их число заключается в скобки: сросшийся пятичленный венчик — {\displaystyle Co_{(5)}\;}, двухбратственный андроцей — {\displaystyle A_{(9,1)}\;}.

Если элементы цветка расположены кругами, то между количеством элементов в каждом круге ставится знак «+» {\displaystyle A_{5+5}\;}.
Положение завязи в цветке обозначается чёрточкой. При верхней завязи цветок является подпестичным, поэтому под цифрой числа плодолистиков ставят чёрточку: {\displaystyle G_{\underline {2}}\;}, при нижней завязи — цветок надпестичный — чёрточку ставят над цифрой: {\displaystyle G_{({\overline {2}})}}. При полунижней завязи чёрточку ставят посередине сбоку: {\displaystyle G_{(2){-}}}.
Образование ложных стенок завязи: {\displaystyle G_{\underline {(|2)}}\;}.
Отклонения в строении отдельных элементов:
- {\displaystyle A_{5^{st}}\;} — стаминодии;
- {\displaystyle A_{3}\;}° — выпадение элемента;
- {\displaystyle A_{5^{\infty }}\;} — вторичное увеличение числа элементов.

При простом околоцветнике знаки чашечки и венчика не применяются, и он обозначается буквой P (перигониум) — {\displaystyle P_{3+3}\;}.

## Примеры
Формула цветка лилии, тюльпана: {\displaystyle \ast P_{3+3}\;A_{3+3}\;G_{({\underline {3}})}}
- {\displaystyle \ast } — цветок правильный (актиноморфный);
- {\displaystyle P_{3+3}\;} — околоцветник простой; лепестки свободные, расположены в два круга по три листочка;
- {\displaystyle A_{3+3}\;} — тычинки свободные, расположены в два круга по три тычинки;
- {\displaystyle G_{({\underline {3}})}}— пестик один, образован тремя сросшимися плодолистиками (гинецей ценокарпный); завязь верхняя.

Формула цветка люцерны: {\displaystyle \uparrow K_{(5)}\;C_{3+(2)}\;A_{(5+4)+1}\;G_{\underline {1}}}
- {\displaystyle \uparrow \;} — цветок неправильный (зигоморфный);
- {\displaystyle K_{(5)}\;} — околоцветник двойной; чашечка из пяти сросшихся чашелистников;
- {\displaystyle C_{3,(2)}\;} — венчик состоит из трёх свободных лепестков и двух сросшихся лепестков ;
- {\displaystyle A_{(5+4),1}\;} — тычинок десять, из них девять расположены в два круга и срослись тычиночными нитями, а одна тычинка свободная;
- {\displaystyle G_{\underline {1}}} — пестик один, образован плодолистиком (гинецей монокарпный); завязь верхняя.

Другие формулы цветков
- Яблоня — {\displaystyle \ast Ca_{5}\;Co_{5}\;A_{\infty }\;G_{(5)}}
- Шиповник — {\displaystyle \ast Ca_{5}\;Co_{5}\;A_{\infty }\;G_{\underline {\infty }}}
- Горох — {\displaystyle \uparrow Ca_{5}\;Co_{1,2,(2)}\;A_{(9),1}\;G_{\underline {1}}}
- Картофель — {\displaystyle \ast Ca_{(5)}\;Co_{(5)}\;A_{5}\;G_{({\underline {2}})}}
- Яснотка — {\displaystyle \uparrow Ca_{(5)}\;[Co_{(5)}\;A_{1:4}\;]G_{\underline {(2)}}}

## Формулы цветков основных семейств
| Название семейства                       | Характерная формула цветка                                                                |
| ---------------------------------------- | ----------------------------------------------------------------------------------------- |
| Двудольные                               |                                                                                           |
| Капустные (Brassicaceae)                 | {\displaystyle Ca_{2+2}\;Co_{4}\;A_{2+4}\;G_{(2)}\;}                                      |
| Розовые (Rosaceae)                       | {\displaystyle Ca_{5}\;Co_{5}\;A_{\infty }\;G_{\infty }\;}                                |
| Бобовые (Fabaceae)                       | {\displaystyle Ca_{(5)}\;Co_{1,2,(2)}\;A_{(9),1}\;G_{1}\;};                               |
| Паслёновые (Solanaceae)                  | {\displaystyle Ca_{(5)}\;Co_{(5)}\;A_{5}\;G_{(2)}\;}                                      |
| Астровые (Asteraceae)                    | {\displaystyle Co_{(5)}\;A_{(5)}\;G_{1}\;} или {\displaystyle Co_{(3)}\;A_{(5)}\;G_{1}\;} |
| Однодольные                              |                                                                                           |
| Злаки (Poaceae)                          | {\displaystyle P_{2+(2)}\;A_{3}\;G_{(2)}\;}                                               |
| Лилейные (Liliaceae) Луковые (Alliaceae) | {\displaystyle P_{3+3}\;A_{3+3}\;G_{(3)}\;}                                               |